# شهرک علامه اقبال
شهرک علامه اقبال (به انگلیسی: Allama Iqbal Town) یک منطقهٔ مسکونی در پاکستان است که در لاهور واقع شده‌است.